# Canción de amor (telenovela)
Canción de amor es una telenovela juvenil mexicana dirigida por Alfredo Gurrola y producida por Luis de Llano Macedo para la cadena Televisa, Fue emitida por El Canal de las Estrellas del 13 de mayo al 13 de septiembre de 1996. Fue protagonizada por Eduardo Capetillo y Lorena Rojas, con las participaciones antagónicas de Laureano Brizuela y Leticia Sabater y con las actuaciones estelares de Joaquín Cordero, Nuria Bages y Jorge Salinas. Es una producción de Luis de Llano Macedo. Adaptación de lo que fue en 1982 la telenovela argentina Los cien días de Ana, historia original de Oswaldo Dragun.

## Historia
Ana es la protagonista de Canción de amor, quien se enamora de Renzo, un cantante de rock, cuando ella enfrenta un futuro maravilloso. Desde el momento que se conocen, la vida de Ana cambia radicalmente pues ella lucha por Renzo y contra la leucemia, que se le ha diagnosticado recientemente. Ana decide vivir su vida intensamente casándose con Renzo y dándole una hija, para poder preservar el gran amor que se tienen. Renzo es el antídoto para la enfermedad de Ana y Ana es la fuerza de Renzo. Ella lo apoya para que luche por triunfar. Desafortunadamente, esta joven pareja no puede hacer frente a sus responsabilidades y empiezan a tener una separación dolorosa. Ana sabe que solo el tiempo y la madurez los podrán salvar, pero también sabe que ella no cuenta con mucho tiempo. Ana lucha desesperadamente con su enfermedad y su destino con las únicas armas que ella tiene: su vitalidad, su belleza y su inteligencia. Los personajes de Canción de Amor enfrentan grandes pasiones y grandes desilusiones.

## Elenco
- Lorena Rojas - Ana Guzmán León
- Eduardo Capetillo - Lorenzo "Renzo" Castellano
- Joaquín Cordero - Norberto
- Nuria Bages - Nora Velasco
- Jorge Salinas - Damián
- Alonso Echánove - Ernesto #1
- Jaime Garza - Ernesto #2
- Raúl Juliá Levy - Marcos Fuentes
- Pedro Weber "Chatanuga" - Elías
- Hugo Acosta - Dr. Ariel
- Leticia Sabater - Valeria Santelices
- Zoila Quiñones - Ofelia
- Laureano Brizuela - Álvarez
- Mauricio Islas - Édgar
- Aylín Mújica - Estrella
- Abraham Ramos - Adrián
- Mariana Seoane - Roxana
- Marcela Páez - Sylvia
- Javier Herranz - Antonio
- Marcela Pezet - Suzy
- Roberto Blandón - Javier
- Rosa María Bianchi - Alina
- Ana Bertha Espín - Juana
- Mónika Sánchez - Genoveva
- Guillermo García Cantú - Lic. Arizmendi
- Javier Gómez - Rodrigo Pinel
- Sergio Klainer - Diego
- Eduardo Liñán - Marco
- Gerardo Gallardo - Teodoro
- Alejandro Rábago - Genaro
- Oscar Traven - Arturo
- José María Yazpik - Swami
- Arlette Pacheco - Juliana
- David Ramos - Ramiro Flores
- Julio Monterde - José Antonio
- Paola Flores - Pánfila
- Raúl Meraz - Guillermo
- Juan Ignacio Aranda
- Marta Aura
- Amparo Garrido
- Lorenza Hegewish
- Luisa Fernanda
- Renato Bartilotti
- Fernando Sarfatti
- Dulce María
- Yadhira Carrillo
- Claudia Estrada
- Carlos Calderón
- Janina Hidalgo
- Giorgio Palacios
- Oscar Bonfiglio
- Claudia Troyo
- Verónica Jaspeado
- Laura Morelos
- Lourdes Aguilar
- Yuvia Cárdenas
- Fernando Colunga
- Jesús Lara
- Vicente Herrera
- Jaime Puga
- Raul Vega
- Francisco Gattorno
- Arturo Paulet
- Antonio Muñiz
- Ernesto Laguardia
- Aracely Arámbula - Ismari Díaz

## Versiones
- Canción de amor es una versión de la telenovela argentina Los cien dias de Ana protagonizada por Andrea del Boca y Silvestre.